# Jonas Rickaert
Jonas Rickaert   (Sint-Eloois-Vijve, 7 de febrer de 1994) és un ciclista belga, professional des del 2014. Combina la carretera amb el ciclisme en pista. Corre per l'equip Alpecin-Deceuninck.

## Palmarès en ruta
- 2011
  - Vencedor d'una etapa a la Copa del President de la Vila de Grudziądz
- 2012
  - 1r a la Copa del President de la Vila de Grudziądz i vencedor d'una etapa
  - Vencedor d'una etapa al Keizer der Juniores
- 2017
  - 1r al Gran Premi Marcel Kint
- 2020
  - 1r a la Dwars door het Hageland

### Resultats al Tour de França
- 2021. 95è de la classificació general
- 2023. 114è de la classificació general

## Palmarès en pista
- 2013
  -  Campió de Bèlgica en Persecució per equips
- 2014
  -  Campió de Bèlgica en Persecució